# Хондрокальциноз
Хондрокальциноз (также псевдоподагра) — артропатия, связанная с отложением солей кальция (пирофосфата, гидроксиапатита, ортофосфата кальция) в суставном хряще.

## Этиология и патогенез
Этиология заболевания изучена недостаточно. Заболевание нередко сопутствует гиперпаратиреозу, гемохроматозу, гемосидерозу, гипотиреозу, подагре, нейропатической артропатии. Иногда сочетается с почечнокаменной болезнью, синдромом Форестье, охронозом, сахарным диабетом, болезнью Вильсона.
Частота развития заболевания увеличивается с возрастом. Описаны генетически обусловленные случаи заболевания с высокой внутрисемейной концентрацией. В отличие от подагры, системных нарушений метаболизма неорганического фосфата или кальция и повышения уровня этих показателей в крови не обнаруживается. Предполагают, что имеются локальные нарушения метаболизма пирофосфата кальция в тканях суставов. На ранних этапах кристаллы пирофосфата кальция депонируются в суставном хряще, в дальнейшем происходит их отложение в трещинах пораженного суставного хряща, его матриксе и синовиальной мембране, далее отложения кристаллов вызывают минерализацию хряща, уменьшают его способность противостоять механической нагрузке и ускоряют остеоартрические процессы. К факторам, способствующим выходу кристаллов в околосуставные ткани, относят гипокальциемию, биомеханические воздействия, разрушение матрикса при воспалительном поражении суставов. У части больных, по всей видимости, происходит кристаллизация пирофосфата кальция, ранее растворенного в синовиальной жидкости (в связи с недостаточной активностью фермента пирофосфатазы либо из-за изменения кислотности среды и др.).
Полагают, что кристаллы пирофосфата фагоцитируются нейтрофилами, которые при этом в больших количествах разрушаются, и выделяющиеся из них лизосомные ферменты вызывают острую воспалительную реакцию.

## Клиника
Чаще заболевание (до 50 %) протекает с клиническими и рентгенологическими признаками дегенеративного псевдоостеоартроза с преимущественным поражением коленных, лучезапястных, голеностопных и других суставов, поражение которых нетипично для остеоартроза. Однако у некоторых пациентов хондрокальциноз вызывает яркие клинические синдромы поражения суставов. Выделяют несколько клинических форм.
Псевдоподагра наблюдается у 25 % больных с пирофосфатной артропатией. Для неё характерно острое начало с болью, гиперемией, отёком сустава и ограничением подвижности. Наиболее часто поражается коленный сустав, хотя возможны поражения и других суставов. Приступ сопровождается лихорадкой. Длительность атаки — до нескольких недель. У некоторых пациентов приступы провоцируются оперативными вмешательствами (особенно часто — удалением паращитовидной железы), травмами, острыми заболеваниями (инфаркт миокарда, инсульт).
В межприступном периоде все суставные симптомы практически полностью исчезают, элементы хронического воспаления суставов являются исключением.
Псевдоревматоидный артрит наблюдается в 5 % случаев пирофосфатной артропатии и характеризуется поражением мелких суставов кистей с утренней скованностью, истончением синовиальной оболочки и прогрессирующей деформацией, развитием фиброзных контрактур, стойким увеличением СОЭ, а у отдельных больных даже с появлением ревматоидного фактора в низких титрах и единичными эрозиями.
Деструктивная форма встречается преимущественно у женщин в возрасте старше 60 лет. Протекает в виде полиартрита с поражением плечевых, тазобедренных, коленных, голеностопных суставов. Сопровождается сильным болевым синдромом с нарушением функции суставов.
Латентная форма. В 20 % наблюдается асимптоматическое отложение кристаллов пирофосфата кальция в хрящевой ткани. В этом случае боли в суставах отсутствуют, патологию выявляют рентгенологически при формировании хондрокальциноза.
Хроническая пирофосфатная артропатия сопровождается постоянными болями в суставах, скованностью по утрам, припухлостью и тугоподвижностью суставов в связи с болевым синдромом. Чаще поражаются коленные суставы.

## Диагностика
Основана на обнаружении в синовиальной жидкости кристаллов со слабоположительным светопреломлением внутри нейтрофилов или вне клеток с сопутствующим нейтрофилезом. Рентгенологически обнаруживается хондрокальциноз — кальцификация суставного хряща (наиболее часто в менисках, межпозвоночных дисках), синовиальной мембраны и сухожилий; также характерны остеоартрические изменения в нетипичных для остеоартрита суставах (лучезапястных, локтевых, плечевых, пястно-фаланговых); возможно выявление субхондральных кист и крючкообразных остеофитов.

## Лечение
Специфическое лечение не разработано. Острый приступ купируют эвакуацией синовиальной жидкости, внутрисуставным введением кортикостероидов и приемом нестероидных противовоспалительных препаратов (индометацин — 75-150 мг в сутки); возможно профилактическое назначение колхицина в небольших дозировках (0,6 мг 1 или 2 раза в день).
Дополнительно применяют физиотерапевтическое лечение.